# Euryxaenapta
Euryxaenapta is een kevergeslacht uit de familie van de boktorren (Cerambycidae). De wetenschappelijke naam van het geslacht werd voor het eerst geldig gepubliceerd in 1963 door Breuning.

## Soorten
Euryxaenapta is monotypisch en omvat slechts de volgende soort:
- Euryxaenapta rondoni Breuning, 1963